# Operazione Faustschlag
L'operazione Faustschlag ("colpo di pugno" in tedesco), anche detta guerra degli undici giorni, era il nome in codice dell'ultima offensiva lanciata dalle forze armate austro-tedesche sul fronte orientale della prima guerra mondiale (18 febbraio - 3 marzo 1918).
L'attacco fu deciso a causa dello stallo nei negoziati di pace tra gli Imperi centrali e il nuovo governo bolscevico insediatosi in Russia dopo gli eventi della Rivoluzione d'ottobre: vista la tattica dilatoria adottata dai negoziatori russi, le forze austro-tedesche lanciarono un'offensiva lungo tutto il fronte, guadagnando rapidamente il controllo di ampie porzioni della Russia occidentale, dell'Ucraina, della Bielorussia e dei Paesi baltici, anche grazie al profondo stato di disorganizzazione e impreparazione in cui versavano le forze armate russe, scosse dai prodromi della seguente guerra civile russa. L'operazione forzò i negoziatori russi a ritornare al tavolo delle trattative, portando infine alla firma il 3 marzo 1918 del trattato di Brest-Litovsk.

## Antefatti
La presa del potere da parte del movimento bolscevico e lo sgretolamento del "Governo provvisorio russo" sorto dopo l'abdicazione dello zar fecero da presupposto per il ritiro della Russia dalla prima guerra mondiale: il 3 dicembre 1917 i delegati del da poco formato governo della Repubblica Socialista Federativa Sovietica Russa si incontrarono con i rappresentanti degli Imperi centrali a Brest-Litovsk, e il 15 dicembre seguente le due parti siglarono un primo armistizio generale valevole per tutto il fronte orientale, ponendo una temporanea cessazione ai combattimenti; trattative per la definizione di un vero e proprio trattato di pace tra i due contendenti si aprirono poi sempre a Brest-Litovsk a partire dal 22 dicembre 1917.
Fin dall'apertura dei negoziati, le due parti si trovarono su posizioni molto distanti: il governo russo puntava su una pace "senza annessioni e senza indennità", mentre gli Imperi centrali avanzarono pretese sui territori occupati militarmente tra il 1914 e il 1916 e sottratti all'ormai ex Impero russo, i quali includevano la Polonia, la Lituania e la parte occidentale della Lettonia. Dopo vari infruttuosi colloqui, i bolscevichi decisero di non accettare le gravose condizioni degli Imperi centrali, ritirandosi dai negoziati: il capo della delegazione russa, Lev Trockij, puntò a ritardare il più possibile i colloqui nella speranza che presto anche in Germania scoppiasse una rivoluzione socialista, fatto che avrebbe costretto il governo tedesco a una precipitosa uscita dalla guerra, posizione del resto sostenuta da una larga fetta della dirigenza bolscevica dove il solo Lenin era favorevole a una conclusione istantanea della guerra. Trockij coniò la cosiddetta politica del "nessuna guerra, nessuna pace", rifiutandosi di sanzionare una formale conclusione delle ostilità ma annunciando il 28 gennaio 1918 che la RSFS Russa considerava la guerra finita.
Questa posizione era inaccettabile per i tedeschi, i quali avevano appena iniziato un vasto spostamento delle loro truppe dal fronte orientale a quello occidentale, dove si andava preparando l'offensiva finale e risolutiva contro gli alleati anglo-francesi prima che le forze degli Stati Uniti d'America, appena entrati nel conflitto, potessero affluire in massa; gli Imperi centrali replicarono alla posizione dei bolscevichi siglando il 9 febbraio 1918 un trattato di pace separato con la neo-proclamata Repubblica Popolare Ucraina, ostile alla Russia, e annunciando la sospensione del precedente armistizio per il 17 febbraio seguente, avviando quindi i preparativi per riprendere le ostilità. Le truppe russe non erano minimamente pronte a riprendere i combattimenti: i reparti erano demoralizzati dall'andamento delle ostilità e profondamente disorganizzati dagli eventi della rivoluzione, con le truppe intente ad eleggersi da sole i propri ufficiali e a formare propri soviet per far valere le loro rimostranze al governo; il commissario alla difesa russo Nikolaj Krylenko, inoltre, aveva avviato già dal 29 gennaio 1918 un ampio piano di smobilitazione del nucleo centrale dell'esercito russo.

## L'offensiva

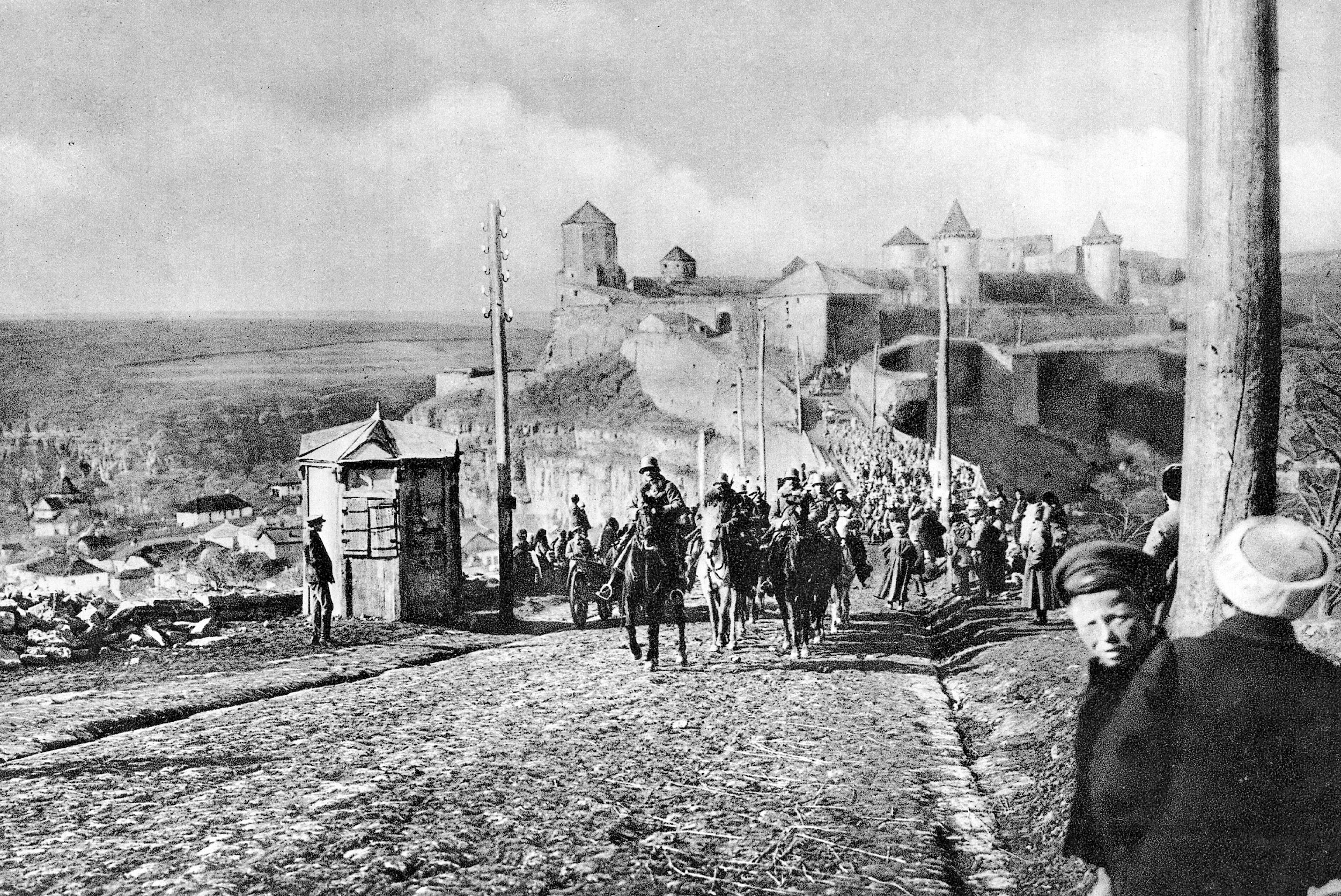
Truppe austro-ungariche fanno il loro ingresso a Kam"janec'-Podil's'kyj, nell'Ucraina occidentale.

Il 18 febbraio 1918, 53 divisioni austro-tedesche agli ordini del generale Max Hoffmann iniziarono un'offensiva lungo tutto il fronte orientale; l'attacco si sviluppò lungo tre direttrici: a nord nei Paesi baltici in direzione della capitale russa Pietrogrado, al centro attraverso la Bielorussia alla volta di Smolensk, e a sud nell'Ucraina con obiettivo la città di Kiev.
Le forze degli Imperi centrali incontrarono una resistenza trascurabile da parte dei russi, e avanzarono a fondo e con rapidità. Le 16 divisioni assegnate alla direttrice settentrionale catturarono l'importante città di Daugavpils già il primo giorno, e per il 28 febbraio avevano completato l'occupazione della Lettonia e dell'Estonia, attestandosi lungo la linea che congiungeva Narva con Pskov; il 24 febbraio, un giorno prima che i tedeschi occupassero Tallinn, il locale "Comitato di salvezza estone" proclamò l'indipendenza dell'Estonia e stabilì un governo provvisorio, ma la mossa fu sconfessata dalle autorità tedesche che assoggettarono la regione all'amministrazione militare del cosiddetto Ober Ost.
Al centro la 10ª Armata tedesca avanzò in profondità in Bielorussia catturando il 21 febbraio Minsk, dove fu fatto prigioniero il quartier generale del Gruppo d'armate occidentale russo; più a sud, gli austro-tedeschi misero rapidamente in rotta le forze del Gruppo d'armate meridionale, catturando Žytomyr il 24 febbraio e infine raggiungendo Kiev il 2 marzo, un giorno prima che in città facessero il loro ingresso le truppe della Central'na Rada ucraina. Le forze degli Imperi centrali penetrarono per più di 240 chilometri in territorio russo nel giro di poche settimane, arrivando ad attestarsi a poco più di 100 chilometri dalla capitale Pietrogrado da dove il governo bolscevico si ritirò alla volta di Mosca. La rapida avanzata fu soprannominata dai tedeschi der Eisenbahnfeldzug ("la campagna della ferrovia"), visto l'intenso uso delle ferrovie per affrettare il ritmo dell'avanzata; non era raro che un gruppo di tedeschi arrivasse in treno in una stazione, facesse prigioniera la guarnigione russa praticamente senza combattere, e proseguisse alla volta della stazione successiva.
Nonostante il crollo del fronte russo, una notevole parte della leadership bolscevica era ancora intenzionata a continuare la guerra; Lenin dovette intervenire di persona per spingere la dirigenza sovietica all'accettazione dei termini offerti dai tedeschi, ora anche più gravosi di quelli avanzati in precedenza, in questo sostenuto da altri esponenti di spicco come Stalin, Kamenev e Zinov'ev. Dopo una tempestosa riunione del Consiglio di governo di Lenin, durante il quale il leader bolscevico arrivò a minacciare le sue dimissioni, l'accettazione dei termini offerti dai tedeschi fu approvata con 166 voti a favore e 85 contrari; il margine della votazione fu ancora più stretto al Comitato centrale del partito, dove vi furono sette voti a favore e sei contrari, con Trockij che cambiò all'ultimo minuto il suo voto. La delegazione russa fu rinviata a Brest-Litovsk, e il 3 marzo 1918 la RSFS Russa e gli Imperi centrali siglarono il trattato di pace definitivo.

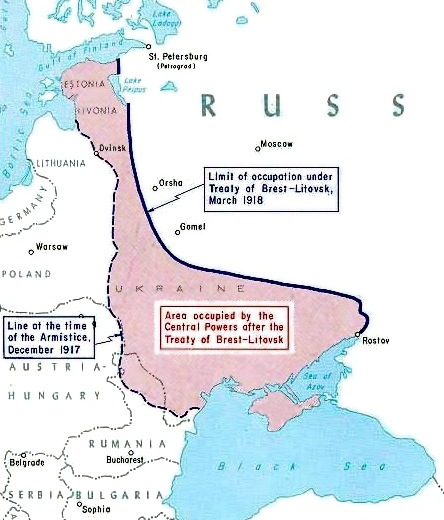
I territori occupati dagli Imperi centrali a seguito del trattato di Brest-Litovsk.

## Conseguenze
Al momento della capitolazione dei russi il 3 marzo gli Imperi centrali avevano occupato una linea che andava da Narva a nord a Kiev e all'Ucraina settentrionale a sud, ma per effetto del trattato nei giorni seguenti i tedeschi estesero la loro occupazione all'intera Ucraina fino a Rostov sul Don; truppe tedesche furono sbarcate in Finlandia, dove il paese, che aveva da poco proclamato la sua indipendenza dalla Russia, era in preda a una guerra civile tra nazionalisti e bolscevichi locali, e un contingente germanico fu infine inviato nella regione Caucaso per sostenere il governo della neo-costituita Repubblica Democratica di Georgia. Sempre per effetto del trattato, tutte le principali basi navali della flotta russa a occidente (esclusa Kronštadt) furono acquisite dagli Imperi centrali con le navi che contenevano (anche se diverse di queste furono autoaffondate dagli stessi equipaggi russi), e il governo bolscevico si impegnò a rilasciare immediatamente 630 000 prigionieri di guerra austro-ungarici.
Con il trattato di Brest-Litovsk la Russia dovette cedere la Finlandia, i tre Paesi baltici, la Polonia, la Bielorussia e l'Ucraina: l'intenzione del governo tedesco era di fare di queste regioni altrettanti Stati formalmente indipendenti ma di fatto assoggettati politicamente ed economicamente alla Germania; ma questo piano venne infine meno con la sconfitta dei tedeschi nella prima guerra mondiale nel novembre del 1918 e diverse di queste regioni furono riconquistate dai sovietici nel corso degli eventi della guerra civile russa.